# سفيري هايم
سفيري هايم (بالنرويجية البوكمول: Sverre Heim)‏ هو بروفيسور وطبيب نرويجي، ولد في 4 أكتوبر 1951 في بالسفيورد في النرويج.

## وصلات خارجية
- سفيري هايم على موقع الاتحاد الدولي للشطرنج (الإنجليزية)
- سفيري هايم على موقع مباريات الشطرنج (الإنجليزية)
- سفيري هايم على موقع 365Chess.com (الإنجليزية)
- سفيري هايم على موقع Chesstempo.com (الإنجليزية)
- سفيري هايم سجل أولمبياد الشطرنج على موقع OlimpBase.org (الإنجليزية)